# كأس الدوري الألماني 2004
كأس الدوري الألماني 2004 (بالألمانية: DFB-Ligapokal 2004)‏ هو الموسم 9 من كأس الدوري الألماني. أقيم خلال الفترة 21 يوليو 2004 وحتى 2 أغسطس 2004، وأشرف على تنظيمه اتحاد ألمانيا لكرة القدم، وكان عدد الأندية المشاركة فيه 6، وفاز فيه بايرن ميونخ.